# Alain Duhamel
Pour les articles homonymes, voir Duhamel.
Alain Duhamel, né le 31 mai 1940 à Caen (Calvados), est un éditorialiste, journaliste politique et essayiste français.
Il est membre de l'Académie des sciences morales et politiques depuis 2012 et de l'Académie de Nîmes depuis 2015.

## Biographie

### Jeunesse et études
Alain Duhamel naît en 1940 à Caen. Son père, Michel Duhamel, et son grand-père sont médecins. Il a deux frères et une sœur : 
- Jean-François Duhamel (1941-2020), pédiatre ;
- Patrice Duhamel, ancien directeur général de France Télévisions et père de Benjamin Duhamel (journaliste politique éditorialiste sur BFMTV).
- Dominique Duhamel épouse Castéra, mère d'Amélie Oudéa-Castéra (ministre des Sports et des Jeux olympiques et paralympiques de mai 2022 à septembre 2024).

Son père est catholique et démocrate chrétien, tandis que sa mère est une radicale et laïque.
Il suit ses études à l'Institut d'études politiques de Paris, dont il est diplômé (section Service public, promotion 1962). Il est également titulaire d'un diplôme de 3e cycle[Lequel ?] en science politique.
Il se marie le 1er juillet 1967 avec France Boeswillwald,  professeure agrégée de musique et cheffe d'orchestre (Orchestre Montaigne) ; il est le père de deux enfants, Arnaud et Valérie. Il est devenu par l'intermédiaire de sa belle-famille protestant.
Il n'a aucun lien de parenté avec le politologue Olivier Duhamel.

### Carrière
En 1963, il devient chroniqueur au Monde et en 1992, à Libération.
[à développer]
Parallèlement à ses activités dans la presse écrite, il est connu pour avoir animé ou coanimé plusieurs émissions télévisées consacrées à la politique : À armes égales (de 1970 à 1973 sur la première chaîne de l'ORTF), Cartes sur table sur Antenne 2 (de 1977 à 1981), l'émission de débat Mots croisés de septembre 1997 à juin 2001 avec Arlette Chabot, Question ouverte (de 2001 à 2006), et enfin 100 minutes pour convaincre (de 2002 à 2005) sur la même chaîne. Il a animé en 1974 le débat télévisé du second tour de l'élection présidentielle française qui opposait Valéry Giscard d'Estaing à François Mitterrand en compagnie de Jacqueline Baudrier et celui de 1995 entre Jacques Chirac et Lionel Jospin en compagnie de Guillaume Durand, et l'émission L'Heure de vérité sur France 2 (en 1995). Sa présence à deux reprises aux débats du second tour, notamment celui de 1974 qui est le premier à opposer deux candidats finalistes à l'élection présidentielle française, fait de lui un pionnier des débats politiques à la télévision.
Il devient chroniqueur à la radio sur France Culture et sur Europe 1 (de 1974 à 1999) puis éditorialiste politique sur RTL (à partir de 1999).
Pendant la campagne précédant l'élection présidentielle de 2007, il a montré son opposition à la candidature de Ségolène Royal avant sa nomination comme candidate du PS. Par ailleurs, ses apparitions sur France 2, notamment sa participation à l'émission À vous de juger, ont été suspendues entre février 2007 et l'élection en avril à la suite de la diffusion sur Internet d'une vidéo où devant des étudiants de l'Institut d'études politiques de Paris, il précise qu'il va voter François Bayrou,.
À partir de janvier 2010, outre ses interventions sur RTL, il débat aussi sur la station toutes les semaines face à Jean-Michel Aphatie (Le face à face Aphatie-Duhamel). En avril 2012, il fait partie du jury de l'émission Qui veut devenir président ? sur France 4.
Après quatorze ans de chroniques politiques matinales sur RTL, il passe à la rentrée 2013 dans la tranche d'information 18-19 heures animée par Marc-Olivier Fogiel sur la même station. Il possède sa propre rubrique intitulée Face à Duhamel, dans laquelle il débat avec un panel de personnalités aux différentes sensibilités, dont Sophia Chikirou, Natacha Polony, Aurélie Filippetti et Eugénie Bastié dans l'émission BFM Story (16h50 - 18h50) présentée du lundi au jeudi par Alain Marschall et Olivier Truchot sur la chaîne BFM TV.
Le 2 septembre 2024, il annonce prendre sa retraite en juin 2025. Il revient finalement sur sa décision en expliquant qu'il interviendra uniquement deux fois par semaine, une fois sur RTL le lundi à 9 h 10 et le vendredi après-midi sur BFM TV dans une émission de débats.

### Autres fonctions
Il a enseigné à l'IEP de Paris,.
Il est membre de l'Académie des sciences morales et politiques depuis le 10 décembre 2012.
Il est membre de l'Académie de Nîmes depuis le 6 mars 2015.

## Critiques
Selon Acrimed, Alain Duhamel fait partie des journalistes qui travaillent « en faveur des intérêts des différentes fractions de la classe dominante » ; il avait qualifié les mobilisations sociales contre le plan Juppé de 1995 de « grande fièvre collective ». En 1996, Pierre Bourdieu critique l'omniprésence de Duhamel dans tous les médias français, et le présente comme un « invité permanent ».
Le mensuel Le Monde diplomatique a critiqué sa partialité en faveur du « oui » au référendum sur la constitution européenne de 2005 et en fait un symbole d'une « élite omniprésente » dans les médias.
Alain Duhamel est l'un des journalistes critiqués par le film documentaire français sorti en janvier 2012 : Les Nouveaux Chiens de garde, lui-même tiré de l'essai homonyme de Serge Halimi paru en 1997, qui explore les collusions entre les médias français et le pouvoir politique et économique français.
En 2008, l'historien israélien Simon Epstein publie Un paradoxe français - Antiracistes dans la Collaboration, antisémites dans la Résistance. Il consacre un chapitre entier à François Mitterrand et juge l'ouvrage d'entretiens que celui-ci a coécrit en 1969 avec Alain Duhamel : « Ma part de vérité, dans ses parties autobiographiques, est un livre essentiel pour qui étudie la dissimulation en politique et le mensonge en histoire. » Epstein vise la manière dont François Mitterrand cherche à occulter, avec « l'infinie mansuétude d'Alain Duhamel », sa proximité avec l'extrême droite avant la guerre.

## Prises de positions
En 2007, il soutient François Bayrou comme candidat à la présidence de la République, ce qui entraîne une réaction de France Télévisions qui le suspend de l'antenne.
En février 2020, il se prononce contre l’utilisation de pseudonymes sur Internet. À ce sujet, il déclare qu’il faut « se battre contre l’anonymat parce que c’est ce qui fait ressortir mécaniquement ce qu’il y a de pire chez chacun, on le sait bien, il suffit de se rappeler les guerres ».
Afin de lutter contre la haine en ligne, il déclare que « vis-à-vis de Twitter comme vis-à-vis des hébergeurs, la seule solution ce sont des amendes massives, de dizaines de millions ».

## Résumé de carrière

### Publications
•  En collaboration avec Jacques Fauvet : Histoire du parti communiste français, 2 volumes, Tome 1: 1917-1939 ,Tome 2: 1939-1965, collection Les grandes études contemporaines, Fayard,1965.
- Ma part de vérité (entretiens avec François Mitterrand), Fayard, 1969.
- La République giscardienne. Anatomie politique de la France, Grasset, 1980.
- La République de monsieur Mitterrand, Grasset, 1982.
- Les Prétendants, Gallimard, 1983.
- Le Complexe d'Astérix. Essai sur le caractère politique des Français, Gallimard, 1985.
- Le Ve Président, Gallimard, 1987.
- Les Habits neufs de la politique, Flammarion, 1989.
- De Gaulle-Mitterrand. La marque et la trace, Flammarion, 1991.
- Les Peurs françaises, Flammarion, 1993.
- La Politique imaginaire. Les mythes politiques français, Flammarion, 1995 (Prix de l'essai de l'Académie française).
- François Mitterrand, portrait d'un artiste, Flammarion, 1997.
- Une ambition française, Plon, 1999. (Prix du livre politique).
- Derrière le miroir. Les hommes politiques à la télévision, Plon, 2000.
- Les Prétendants 2007, Plon, 2006.
- La Marche consulaire, Plon, 2009.
- Cartes sur table, Plon, 2010, avec son frère Patrice Duhamel.
- Portraits souvenirs. 50 ans de vie politique, Plon, 2012.
- Une histoire personnelle de la Ve République, Plon, 2014.
- Les Pathologies politiques françaises, Plon, 2016.
- avec Édouard Balladur, Grandeur, déclin et destin de la Ve République, éd. de l'Observatoire, 2017.
- Journal d'un observateur, éd. de l'Observatoire, 2018.
- Emmanuel le Hardi, éd. de l'Observatoire, 2021.
- Le Prince balafré, éd. de l'Observatoire, 2023.

### Parcours à la radio
Sauf indication contraire, les assertions de cette section sont sourcées dans la section « Biographie » du présent article
- 1974-1999 : chroniqueur sur France Culture et sur Europe 1
- 1999-2013 : éditorialiste politique dans la matinale de RTL
- 2010-2015[Information douteuse] : débatteur hebdomadaire face à Jean-Michel Aphatie sur RTL
- 2013-2019 : chroniqueur quotidien dans la tranche d'information 18 h-19 h sur RTL

### Animateur à la télévision
- 1970-1973 : À armes égales sur la Première chaîne de l'ORTF
- 1973-1974 : Les Trois vérités sur la Première chaîne de l'ORTF
- 1974 : débat télévisé du second tour de l'élection présidentielle française sur la Première chaîne de l'ORTF et Deuxième chaîne de l'ORTF
- 1977-1981 : Cartes sur table sur Antenne 2
- 1995 : L'heure de vérité sur France 2
- 1995 : débat télévisé du second tour de l'élection présidentielle française sur France 2 et TF1
- 1997-2001 : Mots croisés sur France 2
- 2001-2006 : Question ouverte sur France 2
- 2002-2005 : 100 minutes pour convaincre sur France 2
- Depuis 2019 : Face à Duhamel sur BFMTV

## Décorations
- Grand officier de la Légion d'honneur depuis le 13 juillet 2016[29].
  - Il a été décoré officier de la Légion d'honneur en janvier 2005, puis promu commandeur en mars 2013[30],[31].
  - Décret du 12 juillet 1996 - JO du 14 juillet 1996 page 10633, Monsieur Duhamel (Alain, Maurice, Jacques) est nommé chevalier de la légion d'Honneur. Il reçoit les insignes de son grade le 9 octobre 1996.